# Emma av Frankrike
 Emma av Frankrike, född 894, död 2 november 934, var en drottning av Frankrike; gift med Rudolf av Burgund. Hon spelade en aktiv roll som drottning; hon säkrade hans trontillträde, anförde arméer mot upproriska vasaller i hans frånvaro, och var den första franska drottningen som blev krönt.

## Biografi
Emma var dotter till kung Robert I av Frankrike och Beatrice av Vermandois.
Emma var, enligt munken och krönikören Rudolf Glaber, mycket vacker och mycket intelligent. Hon gifte sig omkring 910 (eller mellan 911 och 919 enligt andra källor) med arvtagaren till hertigdömet Burgund, Raoul/Rudolf av Burgund. Paret fick två barn, Ludvig (död före 929) och Judith (död före 935), som dog i barndomen.
Emmas make efterträdde 921 sin far som hertig av Burgund. 
Emmas far besteg 922 tronen som kung med namnet Robert I av Frankrike sedan Karl den enfaldige hade avsatts. Kung Robert avled den 15 juni 923 i strid mot kung Karl, som försökte återta sin krona. Emma arbetade sedan framgångsrikt tillsammans med sin bror Hugo den vite för att stödja utnämningen av sin make till Frankernas kung. Hennes make kröntes till 13 juli 923 vid klostret Saint-Médard i Soissons.
När Emma fick höra nyheten tvingade hon, enligt munken Flodoard, ärkebiskop Seulfe att kröna henne till drottning i Reims, i frånvaro av sin make, som fortfarande var upptagen med att slåss mot Karls trupper och hans svåger Herbert II av Vermandois. Detta gjorde henne till den första krönta frankiska drottningen.
Emma var politiskt aktiv och ledde arméer i fält. Hon hjälpte sin man att slå ner revolterna från de stora vasallerna i riket och tog i egenskap av drottning över befälet över hans arméer i hans frånvaro. Emma besegrade som sådan vasallen Avalon 931, och ledde 933 belägringen av Château-Thierry mot Herbert II, i spetsen för kungens armé.
Emma av Frankrike avled 2 november 934 i Auxerre efter att ha hjälpt maken militärt med att slå ned ett vasalluppror.